# Eurobank EFG
Євробанк EFG — третій за величиною банк у Греції. Має понад 300 філій по всій країні.
Євробанк EFG є частиною групи компаній «European Financial Group EFG» («EFG Group») зі штаб-квартирою у Люксембурзі яка налічує близько 24500 співробітників. Група спеціалізується на наданні фінансових продуктів і послуг через філіальну мережу, представлену більш 1,600 філіями у 40 країнах світу.
Сам Євробанк EFG має системну присутність на території 10 країн: Греції, Болгарії, Сербії, Румунії, Туреччини, Польщі, Україні, Англії, Люксембургу та Кіпру.

## Історія
- 1990 рік створення «Euromerchant Bank SA» (грек. Ευρωεπενδυτική Τράπεζα ΑΕ).
- У 1994 році придбання 75% EFG Private Bank (Люксембург).
- У 1996 Придбання Interbank (Греція).
- У 1997 році Утворення Євробанк — Міжбанківського об'єднання. Придбання філіальної мережі Credit Lyonnais (Греція). «Euromerchant банк» перейменовано в «EFG Eurobank SA».
- У 1998 Придбання 99,8% Cretabank.
- У 1999 році Eurobank EFG — Bank of Athens злиття через обмін акціями. IPO EFG Eurobank. Злиття EFG Eurobank та Cretabank. Придбання 50,1% Ergobank.
- У 2000 році Злиття Eurobank EFG та Ergobank. Нова організація перейменована в «EFG Eurobank Ergasias SA». Придбання 19,25% участі в Banc Post (Румунія).
- У 2002 Злиття EFG Eurobank Ergasias з Telesis Investment Bank. Придбання 50% Alico (Болгарія).
- У 2003 році злиття шляхом поглинання «Ergoinvest SA». Злиття з поглинанням «Investment Development Fund S.A». Створення «Euroline Retail Services» (Румунія). Створення «Eurocredit Retail Services» (Кіпр).
- У 2004 році створення «Eurocredit Retail Services AD» (Сербія).
- У 2006 році придбання 100% «Nacionalna štedionica — BANKA» в Сербії
- У 2006 році придбання 70% «Tekfenbank» в Туреччині, 99,3% «Universal Bank» в Україні і 74,3% DZI банк в Болгарії.